# (23774) Herbelliott
(23774) Herbelliott est un astéroïde de la ceinture principale.

## Description
(23774) Herbelliott est un astéroïde de la ceinture principale. Il fut découvert le 26 juin 1998 à Reedy Creek par John Broughton. Il présente une orbite caractérisée par un demi-grand axe de 2,60 UA, une excentricité de 0,18 et une inclinaison de 13,5° par rapport à l'écliptique.

## Compléments